# Американская история ужасов: Отель
«Америка́нская исто́рия у́жасов: Оте́ль» (англ. American Horror Story: Hotel) — пятый сезон телесериала «Американская история ужасов», транслировавшийся на канале FX с 7 октября 2015 по 13 января 2016 года.
Премьера состоялась 7 октября 2015 года, а окончание серий состоялось 13 января 2016 года. В этом сезоне вернулся актерский состав с предыдущих сезонов: Кэти Бэйтс, Сара Полсон, Эван Питерс, Уэс Бентли, Мэтт Бомер, Хлоя Севиньи, Анджела Бассетт, Мэр Уиннингэм и другие, также добавились новый члены актерского состава Леди Гага и Шайенн Джексон. 
Исходя из слов создателей Брэда Фэлчака и Райана Мёрфи, тематически, Отель намного темнее, чем предыдущие сезоны. Вдохновение на создание сезона пришло из старых фильмов ужасов об отелях и реального отеля, расположенного в центре Лос-Анджелеса, в котором происходили зловещие события. Сезон также ознаменован тем, что съёмки снова состоялись в Лос-Анджелесе, как первый и второй сезоны. Декорации для Отеля были самыми дорогими из всех сезонов, художник-постановщик Марк Уорзингтон построил два этажа на звуковой сцене, а также рабочий лифт и лестницу.

## Описание
Детектив Джон Лоу расследует серию жестоких убийств, которые приводят его в таинственный отель «Кортез».

## В ролях

### Основной состав
- Кэти Бэйтс — Айрис
- Сара Полсон — Салли Маккенна и Билли Дин Ховард
- Эван Питерс — Джеймс Патрик Марч
- Уэс Бентли — Джон Лоу
- Мэтт Бомер — Донован
- Хлоя Севиньи — доктор Алекс Лоу
- Денис О’Хэр — Лиз Тейлор
- Шайенн Джексон — Уилл Дрейк
- Анджела Бассетт — Рамона Ройал
- Леди Гага — Графиня Элизабет / Графиня

### Специально приглашённые актёры
- Мэр Уиннингэм — Хэйзел Эверс
- Финн Уиттрок — Тристан Даффи и Рудольф Валентино
- Наоми Кэмпбелл — Клаудия
- Лили Рэйб — Эйлин Уорнос
- Габури Сидибе — Куинни

### Второстепенный состав
- Леннон Генри — Холден Лоу
- Ричард Т. Джонс — детектив Хан
- Шри Крукс — Скарлетт Лоу
- Лирик Леннон — Лаклан Дрейк
- Джессика Белкин — Рен
- Макс Гринфилд — Габриэль
- Хелена Маттссон — Агнета
- Камилла Алнес — Вендела
- Антон Ли Старкман — Макс Эллисон
- Даррен Крисс — Джастин

### Приглашённые актёры
- Мэдхен Амик — Миссис Эллисон
- Кристин Эстабрук — Марси
- Александра Даддарио — Наташа Рамбова
- Роксана Бруссо — доктор Коэн
- Дэвид Нотон — мистер Сэмюэлс
- Джон Кэрролл Линч — Джон Уэйн Гейси
- Сет Гейбл — Джеффри Дамер
- Энтони Руйвивар — Ричард Рамирес
- Нико Эверс-Свинделл — Крэйг
- Роберт Неппер — лейтенант
- Джессика Лу — Бэйб
- Кристен Ариза — миссис Притчард
- Музам Маккар — сестра Лина
- Мэтт Росс — доктор Чарльз Монтгомери
- Чарльз Мелтон — мистер Ву
- Дэвид Баррера — доктор Каплан

## Список эпизодов
| № общий | № в сезоне | Название                                          | Режиссёр       | Автор сценария            | Дата премьеры   | Произв. код | Зрители США (млн) |
| --- | ---------- | ------------------------------------------------- | -------------- | ------------------------- | --------------- | ----------- | ----------------- |
| 52 | 1          | «Регистрация» «Checking In»                       | Райан Мёрфи    | Райан Мёрфи и Брэд Фэлчак | 7 октября 2015  | 5ATS01      | 5,81              |
| Мы знакомимся с детективом и отличным семьянином Джоном Лоу, который расследует цепь ужасных убийств в Лос-Анджелесе. Появляется таинственная подсказка о разгадке дела об убийствах, которая указывает на загадочный отель «Кортес». |            |                                                   |                |                           |                 |             |                   |
| 53 | 2          | «Желоба и лестницы» «Chutes and Ladders»          | Брэдли Букер   | Тим Майнир                | 14 октября 2015 | 5ATS02      | 4,06              |
| Присутствие топ-моделей, одежды от кутюр и фэшн-магнат Уилл Дрэк, - все это вносит атмосферу высокой моды и богемного шика в отель «Кортес». Вместе с магнатом появляется модель, которая привлекает внимание графини Элизабет. Салли не в восторге от гостей, у нее нервный срыв. Джон Лоу решил выяснить, что происходит в отеле «Кортес». Он начинает свое расследование и узнает больше о садистских наклонностях первого владельца отеля. |            |                                                   |                |                           |                 |             |                   |
| 54 | 3          | «Мамочка» «Mommy»                                 | Брэдли Букер   | Джеймс Вонг               | 21 октября 2015 | 5ATS03      | 3,20              |
| Донаван становится мишенью для Рамоны, соперницы графини Элизабет. Рамоне нужен способ отомстить графине, поэтому она привлекает Донована. Что касается Детектива Джона, он продолжал пытаться раскрыть череду убийств в отеле, не подозревая, что его похищенный сын фактически все это время находится в «Кортесе». Его дочь Скарлетт обнаруживает брата в отеле. Но когда она пытается отвести Холдена домой, он отказывается, приняв решение вместо этого остаться с Графиней и бесконечной чередой сладостей и видеоигр. Алекс сходит с ума, когда Скарлетт говорит ей о Холдене. |            |                                                   |                |                           |                 |             |                   |
| 55 | 4          | «Ночь дьявола» «Devil's Night»                    | Лони Перистер  | Дженнифер Солт            | 28 октября 2015 | 5ATS04      | 3,04              |
| Джон Лоу получает приглашение от Джеймса Марча на эксклюзивную вечеринку дьявольской ночи. Алекс Лоу пытается диагностировать странное поведение Холден. Дьявольская ночь — это вечеринка, на которую Джеймс Марч приглашает известных серийных убийц, среди которых «Ангел смерти» Эйлин Уорнос, «Убийца-клоун» Джон Уэйн Гейси, «Ночной сталкер» Ричард Рамирес и «Милуокский монстр» Джеффри Дамер. |            |                                                   |                |                           |                 |             |                   |
| 56 | 5          | «Обслуживание номеров» «Room Service»             | Майкл Гой      | Нед Мартел                | 4 ноября 2015   | 5ATS05      | 2,87              |
| Алекс возвращается к своей работе после того, как графиня Элизабет предложила провести вечность с сыном Холденом. Алекс теперь заражен вирусом древней крови и испытывает «жажду». Но это не значит, что она собирается бросить свою работу в качестве врача-педиатра. Заметно бледная врач не может сосредоточится на своем пациенте, ее слишком отвлекает пульсирующая вена на шее матери пациента. Алекс собирается использовать нестандартные методы лечения. Между тем, муж Алекс, детектив Джон готов стереть отель «Кортес» с лица Земли после дьявольской ночи. Хотя Салли пытался убедить его, что он был пьян и видел галлюцинации, Джо уверен, что он видел. Детектив выглядит почти сумасшедшим, требуя, чтобы его рабочая группа рушила стены, если это будет необходимо. |            |                                                   |                |                           |                 |             |                   |
| 57 | 6          | «Комната 33» «Room 33»                            | Лони Перистер  | Джон Дж. Грей             | 11 ноября 2015  | 5ATS06      | 2,64              |
| Отель «Кортеc» кишит монстрами, и их становится все больше и больше. Тайны жуткого отеля в Лос-Анджелесе продолжают раскрываться. Что или кто скрывается в комнате № 33? Отель «Кортеc» раскрыл уже много комнат и тайн, но до этой еще не дошел. Известно только, что Айрис кормила то существо, которое находится там и его зовут Варфоломей. История Лиз Тейлор продолжает развиваться. Недавно она попала в отель, теперь ее ждет любовное приключение. Рамона и Донован продолжают готовить план мести для графини Элизабет. |            |                                                   |                |                           |                 |             |                   |
| 58 | 7          | «Мерцание» «Flicker»                              | Майкл Гой      | Кристал Лью               | 18 ноября 2015  | 5ATS07      | 2,64              |
| Отель «Кортеc» продолжает раскрывать свои кровавые тайны. Во время ремонта на территории отеля строительная бригада Уилла Дрейка обнаруживает замурованный коридор, в который давно не попадал луч света, но это не означает, что он пустует. Неожиданно из тьмы коридора выскакивает сумасшедший старик и набрасывается на одного из рабочих. Джон, наконец-то, встретился с психиатром, но всё о чём он может думать это о «10 заповедях убийцы». «Там убийцы и они убивают безнаказанно», - говорит он доктору. Хотя Джон и покинул отель «Кортеc», это не означает, что он сдался в поисках убийцы. Графиня узнает судьбу своей первой любви, а мы увидим часть её прошлого и то, с чего началось её превращение в монстра.                                                        |            |                                                   |                |                           |                 |             |                   |
| 59 | 8          | «Библейский убийца» «The Ten Commandments Killer» | Лони Перистере | Райан Мёрфи               | 2 декабря 2015  | 5ATS08      | 2,31              |
| Джон оказывается совсем близко к убийце 10 заповедей. Салли говорит Джону, что ответы, которые он так стремиться отыскать, ближе, чем он думает, стоит только отворить дверь в комнату. Почему Салли хочет помочь Джону разыскать убийцу? Цель Салли в Кортесе состоит не в том, чтоб помочь Джону, но чтобы быть полезной мистеру Марчу. Становится понятно, что объединяет Салли и мистера Марча. Прежний владелец «Кортеса» хочет, чтобы Салли привела Джона Лоу к убийце и тем самым исполнила его тайные намерения, о которых еще предстоит узнать. |            |                                                   |                |                           |                 |             |                   |
| 60 | 9          | «Она хочет мести» «She Wants Revenge»             | Майкл Аппендал | Брэд Фэлчак               | 9 декабря 2015  | 5ATS09      | 2,14              |
| Графиня Элизабет и ее единственной любовь окажутся вместе. Донован и Рамона готовят новую попытку отомстить. Они прокрадутся в спальню Графини и попытаются ее убить. Решение, принятое необдуманно, доставит Алексе большие неприятности. |            |                                                   |                |                           |                 |             |                   |
| 61 | 10         | «Она мстит» «She Gets Revenge»                    | Брэдли Букер   | Джеймс Вонг               | 16 декабря 2015 | 5ATS10      | 1,85              |
| Джон разыскивает жену в отеле «Кортес». Алекс просит Джона помочь ей справиться с приступами вампиризма, из-за которых страдают невинные люди. Доновану становятся известны истинные намерения Элизабет. Лиз и Айрис, устав от такой жизни и опасаясь графини, хотят навсегда оставить отель «Кортес». Элизабет приходит в гостиницу к Наташе и Рудольфу, Наташа хочет убить ее. Каким образом развалится их любовный треугольник? И кем будут следующие две жертвы? |            |                                                   |                |                           |                 |             |                   |
| 62 | 11         | «Королевская битва» «Battle Royale»               | Майкл Аппендал | Нед Мартел                | 6 января 2016   | 5ATS11      | 1,84              |
| В предыдущем эпизоде Айрис и Лиз Тейлор объединилась, чтобы захватить позорный отель «Кортес». Они составляют свой план, наталкиваясь на оружие в номере люкс пентхауса отеля и открывают огонь по Доновану и Графине. Осталась ли Графиня жива? Но в отеле смерть не означает конец. Она может остаться бродить по отелю как призрак. Рамона тянет жизнь из неожиданного источника. Салли использует свое прошлое, чтобы договориться о своем будущем. Скарлетт узнает правду несчастья своей семьи. |            |                                                   |                |                           |                 |             |                   |
| 63 | 12         | «Будьте нашим гостем» «Be Our Guest»              | Брэдли Букер   | Джон Дж. Грей             | 13 января 2016  | 5ATS12      | 2,24              |
| В отеле «Кортес» начинается новая эра под управлением Айрис и Лиз. Джон и Алекс стараются изо всех сил приспособиться к жизни вне отеля. |            |                                                   |                |                           |                 |             |                   |